# 佩沙河
佩沙河是俄羅斯的河流，流经阿爾漢格爾斯克州和涅涅茨自治區，河道全長257公里，流域面積約5,060平方公里，河水主要來自雨水和融雪，最終注入巴倫支海的喬沙灣，每年十一月至翌年五月結冰。